# Club Balonmano Elche
 (mai 2013).
Dernière mise à jour : 17 février 2024.

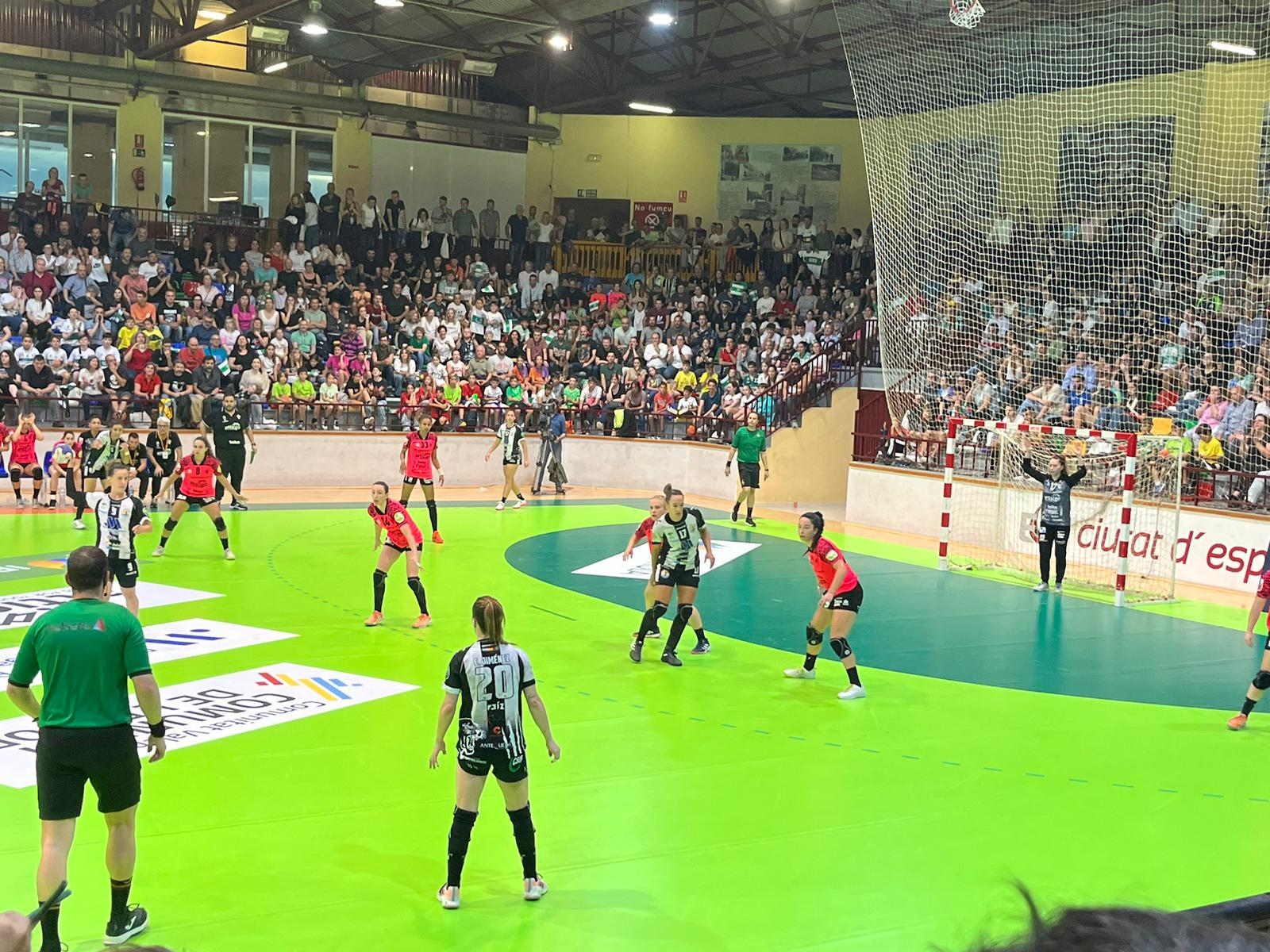
Les joueuses du CB Elche (en rouge) face à Malaga en finale du Championnat d'Espagne 2023.

Club Balonmano Elche ou CB Elche est un club féminin espagnol de handball basé à Elche, dans la province d'Alicante en Espagne. Fondé en 1958, il évolue au plus haut niveau national, la Liga Honor, depuis le début des années 2000. 
En 2013, l'équipe termine vice-championne d'Espagne derrière le club de BM Bera Bera,.

## Palmarès
- Deuxième du Championnat d'Espagne en 2013, 2020 et 2023
- Vainqueur de la Coupe de la Reine (1) : 2021
- Vainqueur de la Supercoupe d'Espagne (1) : 2021

## Joueuses célèbres
- Vanesa Amorós
- Marisol Carratú
- Mihaela Ciobanu
- Lara González Ortega
- Chana Masson de Souza
- Alexandra do Nascimento
- Ana Paula Rodrigues
- Marieke van der Wal